# 종합적 병해충 관리
종합적 병해충 관리((Integrated Pest Management, IPM), IPM)는 이용 가능한 방제법을 동원하여 경제성을 고려하면서 적절한 방제법을 강구하는 방제 방법이다.
농약에 의해 병해충을 완전하게 박멸하거나 정기적인 살포를 하는 방제법이 아닌, 주변 환경 상황과 해충의 속성을 고려하여서 생물적 방제, 화학적 방제, 경종적 방제, 물리적 방제법을 적절히 조합하여 병해충의 밀도를 경제적인 피해를 일으키지 못할 수준으로 억제한다. 그리하여 농약의 사용을 지나치게 많이 사용하지 않도록 한다. 피해를 허용할 수 있는 수준을 측정하는 것은 대상 해충에 따라서 다르다.

## 기본적인 방침

### 예방
- 윤작과 저항성 품종의 도입
- 천적을 이용한 생태계 기능 활용
- 병해충과 잡초가 잘 자라지 못하도록 정리

### 판단
- 병해충의 발생 상황을 파악
- 방제 여부를 결정하며, 언제 방제를 실시할 지 고려

### 방제
- 방제가 필요하면 경제적인 피해를 허용할 수 있는 수준까지 방제 작업을 진행. 적절한 방제 수단을 이용한다.

오타 수정 : 

## 같이 보기
- 농학
- 바이오다이나믹 농업
- 토양 오염
- 지속농업